# 陳氏楨
欽慈皇后（越南语：／；？—1293年10月13日），名陳氏楨（越南语：／），越南陳朝陳仁宗陳昑皇后。
陳氏楨是興道王陳國峻和元慈國母的長女，1274年冊封為皇太子妃（越南语：／），後仁宗繼位，立為皇后，並為他生下兒子陳烇。
1293年，陳仁宗讓位給皇太子陳烇，是為陳英宗，尊陳氏韶為欽慈保聖皇太后（越南语：／），同年秋天去世。